# Pacific Tri Nations 2002
El Pacific Tri Nations de 2002 fue la 20.ª edición del torneo de selecciones de rugby del Pacífico.

## Equipos participantes
- Selección de rugby de Fiyi (Flying Fijians)
- Selección de rugby de Samoa (Manu Samoa)
- Selección de rugby de Tonga (ʻIkale Tahi)

## Posiciones
| Pos. | Equipo | Encuentros | Encuentros | Encuentros | Encuentros | Tantos  | Tantos    | Tantos     | Puntos Bonus | Puntos Totales |
| Pos. | Equipo | jugados    | ganados    | empatados  | perdidos   | a favor | en contra | diferencia | Puntos Bonus | Puntos Totales |
| ---- | ------ | ---------- | ---------- | ---------- | ---------- | ------- | --------- | ---------- | ------------ | -------------- |
| 1    | Fiyi   | 4          | 3          | 0          | 1          | 123     | 80        | + 43       | 0            | 10             |
| 2    | Samoa  | 4          | 3          | 0          | 1          | 98      | 58        | + 40       | 0            | 10             |
| 3    | Tonga  | 4          | 0          | 0          | 4          | 71      | 154       | - 83       | 4            | 4              |

Nota: Se otorgan 4 puntos al equipo que gane un partido y 2 al que empate
Puntos Bonus: 1 punto por convertir 4 tries o más en un partido y 1 al equipo que pierda por no más de 7 tantos de diferencia
|  | Campeón |

## Resultados
| 1 de junio | Samoa | 16 - 17 | Fiyi |  |  |

| 7 de junio | Tonga | 22 - 47 | Fiyi |  |  |

| 15 de junio | Tonga | 16 - 27 | Samoa |  |  |

| 22 de junio | Fiyi | 12 - 22 | Samoa |  |  |

| 28 de junio | Samoa | 31 - 13 | Tonga |  |  |

| 6 de julio | Fiyi | 47 - 20 | Tonga |  |  |